# Massinissa
Massinissa ou Masinissa foi um rei berbere e o primeiro rei da Numídia unificada. nasceu por volta de 239 a.C., filho de Gala (ou Gaia), rei da Numídia. Na juventude, foi educado em Cartago - uma maneira elegante de dizer que, dada a sua alta linhagem, era um hóspede útil aos cartagineses, para ter sob controle seu pai e com ele a limítrofe Numídia.
Aos dezessete anos, recebeu do pai um exército, e, aliado aos cartagineses, derrotou Sífax, aliado dos romanos, em uma grande batalha, em que morreram 30 000 homens. Sífax se refugiou com os Maurusii, uma tribo da Numídia que vivia no ponto da África oposto a Gades, onde reuniu um grande exército, porém, quando estava pronto para cruzar para a Espanha, foi atacado pelo exército vitorioso de Massinissa, sem a ajuda dos cartagineses, que o derrotou de novo.
Durante a Segunda Guerra Púnica,[carece de fontes?] Gala morreu, quando Massinissa estava lutando na Península Ibérica, e o trono, de acordo com o costume dos númidas, passou a Oezalces, tio paterno de Massinissa e um homem de idade avançada; com a morte deste, logo depois o trono passou para seu filho mais velho, Capussa. O trono foi disputado por um certo Mazetulo, que tinha sangue real e pertencia a uma família que sempre fora inimiga da família reinante. Capussa foi derrotado e morto, junto com seus seguidores, e Mazetulo instalou como rei o menino Lacumazes, filho mais novo de Oezalces, e se colocou como seu protetor. Mazetulo, pretendendo se aliar a Cartago, casou-se com uma sobrinha de Aníbal, que era viúva de Oezalces, enviou mensageiros a Sífax, e se preparou para a luta contra Massinissa.
Massinissa reocupou o trono da Numídia com ajuda dos romanos, e participou da Batalha em Zama, na qual os romanos, liderados por Cipião, derrotaram Aníbal, o grande general de Cartago.
Após o fim da Segunda Guerra Púnica, Massinissa continuou a atacar e pilhar Cartago, que não podia se defender, pois quando contra-atacava, era detida por Roma. Mas, após pagar suas dívidas para com Roma, Cartago atacou a Numídia, provocando a Terceira Guerra Púnica, que terminou com a destruição de Cartago.
O neto de Massinissa, Jugurta, ao contrário do pai que fora aliado de Roma, fez a guerra contra esta, sendo derrotado pelos exércitos romanos, liderados por Caio Mário.